# Malinovordeči kamenjak
Malinovordeči kamenjak (znanstveno ime Sympetrum fonscolombii) je vrsta raznokrilih kačjih pastirjev iz družine ploščcev, razširjena  po večini Evrope, Afrike in zahodne polovice Azije. Znan je po tem, da se odrasli klatijo na dolge razdalje in hitro naselijo primerne habitate.

## Opis
Odrasli dosežejo 33 do 40 mm v dolžino, od tega zadek 22–29 mm, zadnji krili pa merita 26–31 cm. Podobno kot ostali predstavniki rodu imajo samci živordeč zadek s črno spodnjo površino, prepoznati jih je možno po rdeči obarvanosti žil na krilih, bledi pterostigmi s temnim robom in sivomodri spodnji polovici sestavljenih oči. Tudi obrazna maska je živordeča. Samce je možno zamenjati tudi z opoldanskim šrklatcem, a imajo za razliko od njega precej vitkejše telo in črne noge. Samice so zelo podobne samicam rumenega kamenjaka, ki pa imajo ožja črna znamenja na zadnjih nekaj členih zadka in rumenkaste oči.
V Sredozemlju letajo odrasli skoraj vse leto, proti severu pa se selijo od konca maja dalje.

## Ekologija in razširjenost
Malinovordeči kamenjak se razmnožuje v plitkih stoječih vodah, ki se čez dan močno segrejejo, redkejši je v počasi tekočih vodotokih. Ob sredozemskih obalah je pogost v polslanih mokriščih, lagunah in riževih poljih, bolj v notranjosti pa s pridom uporablja nove, nezaraščene habitate, kot so kotanje v kamnolomih. Tam se lahko hitro namnoži, a sčasoma izgine, ko se okolica zaraste.
Vrsta je razširjena po Evropi razen skrajnega severa, večini Afrike in zahodnem delu Azije, kar vključuje Bližnji Vzhod, Srednjo Azijo ter Indijsko podcelino. Osebki se selijo na daljše razdalje in jih pogosto opazujejo tudi proti vzhodu vse do Japonskega otočja, kjer pa se verjetno ne razmnožujejo. Je ena najpogostejših vrst kačjih pastirjev v Sredozemlju, proti severu pa številčnost močno niha v odvisnosti od priseljevanja z juga. Še do konca 20. stoletja se v Severni Evropi malinovordeči kamenjak skoraj ni imel stalne populacije, leta 1996 pa je velik val dosegel severovzhod celine in se tam bolj množično ustalil, kar vsaj delno pripisujejo globalnemu segrevanju.
V Sloveniji je odrasle možno opazovati ob kateremkoli tipu stoječe vode, najlažje kak dan po tistem, ko so se izlevili. Pri tem je njihovo pojavljanje izjemno nepredvidljivo in obstajajo zapisi o stotinah osebkov na neki lokaciji, ki so že ob prvi spremembi vremena odleteli neznanokam. Ker se klatijo na daljše razdalje, je njihov izvor nemogoče ugotoviti. Prvič so jih na Slovenskem opazili leta 1989. Po najdbah levov zgodaj spomladi lahko sklepamo, da tu tudi prezimijo, ličinke in levi sredi poletja pa so verjetno potomci osebkov, ki so prileteli od drugod.